# Emanuele Filiberto Duca d'Aosta (incrociatore)
L'Emanuele Filiberto Duca d'Aosta (detto anche semplicemente Duca d'Aosta) è stato un incrociatore leggero della Regia Marina, appartenente alla classe Condottieri tipo Duca d'Aosta.

## Caratteristiche
La propulsione era a vapore con due gruppi turboriduttori tipo Belluzzo/Parsons alimentate dal vapore di sei caldaie a tubi d'acqua del tipo Yarrow/Regia Marina, con bruciatori a nafta, con surriscaldatori, in cui l'acqua fluiva attraverso tubi riscaldati esternamente dai gas di combustione, sfruttando così il calore sprigionato dai bruciatori, dalle pareti della caldaia e dei gas di scarico.
Nel XX secolo questo tipo di caldaia diventò il modello standard per tutte le caldaie di grosse dimensioni, grazie anche all'impiego di acciai speciali in grado di sopportare temperature elevate e allo sviluppo di moderne tecniche di saldatura. L'apparato motore forniva una potenza massima di 100 000 CV e consentiva alla nave di raggiungere la velocità massima di quasi 37 nodi, con un'autonomia che ad una velocità media 14 nodi era di 3900 miglia.

Il profilo della nave

L'armamento principale era costituito da otto cannoni da 152/53 A-1932 a culla singola e a caricamento semi-automatico installati in quattro torrette binate sopraelevate, due a prora e due a poppavia del secondo fumaiolo.
L'armamento antiaereo principale era costituito da sei cannoni OTO da 100/47mm mod. 1927 in tre complessi binati, utili anche in compiti antinave, ma che con l'aumento della velocità dei velivoli e con le nuove forme di attacco in picchiata si mostrarono insufficienti alla difesa aerea e rivelavano una certa utilità solo nel tiro di sbarramento: per ovviare a tali inconvenienti venne approntato dalla Regia Marina il modello 90/50 mm A-1938 in un complesso singolo con affusto stabilizzato, che trovò impiego sulle Duilio ricostruite e sulle moderne classe Littorio ma non sulle Cavour ricostruite.
L'armamento antiaereo secondario era costituito da 8 mitragliere Hotchiss da 13,2/76 mm in quattro impianti binati e otto mitragliere pesanti Breda 37/54 mm montate in 4 impianti binati che si rivelarono particolarmente utili contro gli aerosiluranti e in generale contro i bersagli a bassa quota.
L'armamento silurante era di sei tubi lanciasiluri in 2 complessi tripli brandeggiabili che trovavano posto in coperta circa a metà distanza fra i due fumaioli; l'armamento antisommergibile era completato da due lanciabombe di profondità.
L'unità imbarcava due idrovolanti da ricognizione marittima IMAM Ro.43 biplani biposto capaci di raggiungere circa 300 km/h e con circa 1 000 km di autonomia, che venivano lanciati da una catapulta, disposta a centro nave.

## Nome
La nave fu battezzata con questo nome in onore di Emanuele Filiberto di Savoia Duca d'Aosta, generale del Regio Esercito, figlio del Re di Spagna Amedeo I e fratello del duca degli Abruzzi Luigi Amedeo di Savoia.

la cerimonia del varo dell'incrociatore a Livorno il 22 aprile 1934

Nel corso della prima guerra mondiale Emanuele Filiberto guidò la terza armata senza mai subire sconfitte guadagnandosi l'appellativo di Duca Invitto e al cui comando conquistò Gorizia nella sesta battaglia dell'Isonzo. Nel 1926 fu nominato Maresciallo d'Italia. Morì nel 1931 e per sua volontà venne sepolto tra i soldati nel Sacrario Militare di Redipuglia.
Il motto della nave era Victoria nobis vita (per noi vittoria è vita) che era il motto del Duca Invitto, e nella Marina Militare sarebbe stato ereditato dall'incrociatore portaelicotteri Vittorio Veneto; nella nave erano presenti altre scritte, tra cui "ça costa lon ça costa! Viva l'Aosta!" (Costi quel che costi, Viva l'Aosta), motto del battaglione alpini Aosta.
In precedenza nella Regia Marina a portare il nome Emanuele Filiberto era stata una nave da battaglia intitolata però ad Emanuele Filiberto di Savoia X Duca di Savoia e antenato di Emanuele Filiberto di Savoia-Aosta; la nave, in servizio dal giugno 1901 al febbraio 1920, ricevette la bandiera da combattimento a La Spezia il 10 aprile 1902 proprio dalle mani del Duca d'Aosta.

## Servizio
La nave venne impostata sugli scali il 29 ottobre 1932 nei cantieri OTO di Livorno, varata nel 1934 ed entrò in servizio nel 1935. Nel 1938 iniziò con la gemella Eugenio di Savoia una circumnavigazione del globo che venne interrotta dalla minaccia dello scoppio della seconda guerra mondiale mentre le due navi si trovavano in Sud America. La partenza prevista per il 1º settembre 1938 avvenne il 5 novembre dello stesso anno da Napoli, mentre il ritorno, che era previsto per il 25 luglio 1939, alla fine di gennaio del 1939 venne anticipato con il richiamo delle navi che il 3 marzo 1939 rientrarono alla Spezia.
I primi comandanti dell'unità furono i capitani di vascello Alberto Da Zara (dall'11 luglio 1935) e Carlo Balsamo di Specchia.

### Attività bellica
Nel corso della seconda guerra mondiale svolse principalmente compiti di scorta a convogli e di deposizione di campi minati.

Il Duca d'Aosta in navigazione prima del conflitto.

Allo scoppio del secondo conflitto mondiale l'unità era aggregata alla VII Divisione Incrociatori nell'ambito della II Squadra. La Divisione era completata dal Montecuccoli, dal Muzio Attendolo e dal gemello Eugenio di Savoia, nave insegna dell'ammiraglio Sansonetti.
Il 9 luglio 1940 prese parte alla battaglia di Punta Stilo, primo scontro durante il conflitto tra la Regia Marina e la Royal Navy.
Il 2 agosto 1941, dopo la conquista da parte dei tedeschi della Grecia e di Creta il Duca d'Aosta, con gli incrociatori Garibaldi e Duca degli Abruzzi ed i cacciatorpediniere Alpino, Bersagliere, Corazziere e Mitragliere venne dislocato a Navarino in Grecia per la protezione del traffico nel Mediterraneo Orientale da eventuali attacchi da parte di unità di superficie britanniche che potevano usufruire del porto di Haifa.
Il 17 dicembre 1941, prese parte alla scorta al convoglio M 42, costituito dalle motonavi Monginevro, Napoli e Vettor Pisani e dalla nave da carico tedesca Ankara; la missione di scorta culminò nella prima battaglia della Sirte. La nave era tra le unità che costituivano la forza di copertura ravvicinata, insieme ai cacciatorpediniere Camicia Nera, Ascari e Aviere, alla nave da battaglia Duilio e alle unità della VII Divisione Incrociatori al completo, svolgendo il ruolo di nave insegna dell'ammiraglio De Courten.
Nel giugno 1942 prese parte alla battaglia di mezzo giugno aggregato alla VIII Divisione Incrociatori, nell'occasione formata da Duca d'Aosta e Garibaldi. Le unità della VIII Divisione, al cui comando c'era l'ammiraglio De Courten, con insegna sul Duca d'Aosta, erano partite da Taranto con la I Squadra e bordo del Garibaldi e della corazzata Littorio erano presenti gruppi di intercettazione delle comunicazioni avversarie, mentre a bordo dell'incrociatore pesante Gorizia era presente personale tedesco per mantenere i contatti radio con la Luftwaffe. La formazione italiana era preceduta dal cacciatorpediniere Legionario, che era stato dotato di un radar Modello Fu.Mo 21/39 De.Te. di costruzione tedesca, divenendo così la prima unità italiana ad essere dotata di tale strumento.

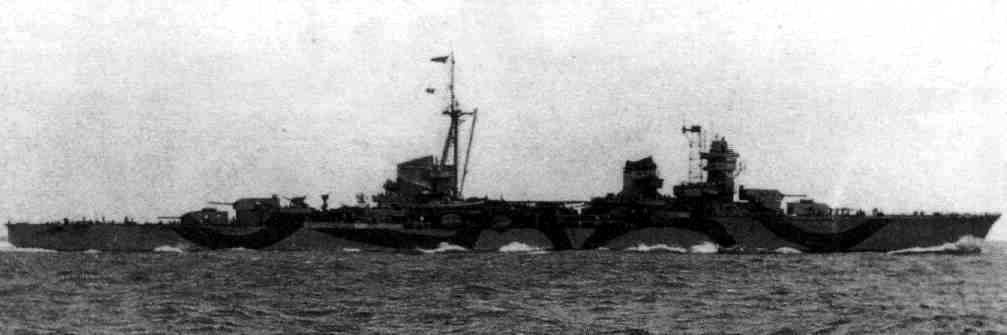
La nave in livrea mimetica durante il conflitto

Nell'agosto 1943 l'ammiraglio Fioravanzo che il precedente 14 marzo aveva assunto il comando della VIII Divisione ebbe il compito di bombardare Palermo, da qualche settimana in mano alle truppe alleate.
La missione iniziò la sera del 6 agosto 1943 quando l'ammiraglio, con la divisione formata dal Garibaldi e dal Duca d'Aosta, lasciò Genova per La Maddalena. La sera del giorno successivo la Divisione lasciò La Maddalena con obiettivo le navi alleate alla fonda dinanzi a Palermo. Il Garibaldi aveva però difficoltà con l'apparato motore per cui non poteva sviluppare più di 28 nodi di velocità ed inoltre nessuno dei due incrociatori aveva a disposizione il radar. Dopo l'avvistamento, da parte della ricognizione aerea, di navi sconosciute in rotta verso la Divisione, Fioravanzo, ritenendo che avrebbe dovuto scontrarsi con una forza navale avversaria in condizioni di netta inferiorità per non correre il rischio di perdere i due incrociatori, ma soprattutto la vita dei 1.500 uomini degli equipaggi, senza poter arrecare danni significativi all'avversario, rinunciò al compimento della missione rientrando a La Spezia alle 18:52 dell'8 agosto. Alle 17:00 del 9 agosto i due incrociatori lasciarono La Spezia diretti a Genova, scortati dai cacciatorpediniere Mitragliere, Carabiniere e Gioberti, al cui comando era, alla sua prima uscita in mare in tempo di guerra, il capitano di fregata Carlo Zampari e che nel corso di quella navigazione sarebbe stato l'ultimo cacciatorpediniere della Regia Marina ad essere affondato nel conflitto. La formazione, mentre procedeva nella navigazione con il Mitragliere in testa, i due incrociatori in linea di fila e Carabiniere e Gioberti , rispettivamente, a sinistra e a dritta degli incrociatori, a sud di Punta Mesco, tra Monterosso e Levanto, subì un agguato dal sommergibile inglese Simoon che lanciò sei siluri contro le unità italiane, due dei quali colpirono a poppa il Gioberti che, spezzato in due, affondò in breve tempo.
Il Carabiniere rispose lanciando bombe di profondità che danneggiarono i tubi di lancio poppieri del battello inglese, dopodiché la formazione proseguì verso Genova, dove giunse in serata. Molti dei naufraghi del Gioberti furono recuperati da una squadriglia di MAS e da altri mezzi di soccorso usciti da La Spezia appena ricevuta la notizia della perdita dell'unità.
All'armistizio dell'8 settembre la nave si trovava a Genova, da dove partì insieme a Garibaldi e Duca degli Abruzzi e alla torpediniera Libra per ricongiungersi al gruppo navale proveniente da La Spezia guidato dall'ammiraglio Bergamini, per poi consegnarsi agli Alleati a Malta assieme alle altre unità navali italiane provenienti da Taranto. Il gruppo, dopo essersi riunito con le unità provenienti da La Spezia, per ottenere una omogeneità nelle caratteristiche degli incrociatori, il Duca d'Aosta passò dalla VIII alla VII Divisione, formata da Attilio Regolo, Montecuccoli ed Eugenio di Savoia, nave insegna dell'ammiraglio Oliva, sostituendo l’Attilio Regolo che entrò a far parte della VIII Divisione. In questo preciso frangente, nell'alveo dei dubbi portati dall'annuncio dell'Armistizio, fra l'equipaggio della nave Duca d’Aosta si diffusero ulteriori voci preoccupate e non verificabili al momento, sulla possibile già avvenuta sostituzione o destituzione dell'ammiraglio Bergamini stesso, in quanto l'ammiraglia della Regia Marina, dalla visuale del Duca d'Aosta durante il rendez-vous, non risultava essere in posizione di guida dell'intero convoglio.
Durante il successivo trasferimento, la corazzata Roma, nave ammiraglia dell'ammiraglio Bergamini, affondò nel pomeriggio del 9 settembre al largo dell'Asinara centrata da una bomba Fritz X sganciata da un Dornier Do 217 della Luftwaffe. Il Duca d’Aosta prese parte attiva alla battaglia del Golfo dell'Asinara, con le sue armi antiaeree che spararono furiosamente agli aerei della Luftwaffe, una volta appreso che questi non erano in ricognizione, ma in fatale missione di bombardamento.
A prendere il comando della flotta diretta a Malta, dopo l'affondamento dalla Roma, fu l'ammiraglio Oliva, che adempì alla clausola armistiziale non rispettata dall'ammiraglio Bergamini, quella di innalzare il pennello nero del lutto sui pennoni ed i dischi neri disegnati sulle tolde. Infatti Bergamini, quando era stato avvertito telefonicamente da De Courten dell'armistizio ormai imminente e delle relative clausole che riguardavano la flotta, era andato su tutte le furie e solo successivamente aveva formalmente accettato gli ordini, con riluttanza e senza ottemperare a quella clausola: aveva lasciato gli ormeggi innalzando il gran pavese invece del pennello nero.
Durante questa parte del conflitto effettuò 24 missioni di guerra per un totale di 31.330 miglia.
Durante la cobelligeranza la nave, dopo avere effettuato ad ottobre 1943 piccoli lavori di manutenzione all'Arsenale di Taranto venne inviata in missioni di pattugliamento nell'Atlantico centrale, insieme al Garibaldi e al Duca degli Abruzzi, impiegata in azioni di pattugliamento contro le navi corsare tedesche dalla base di Freetown, svolgendo sette missioni tra novembre 1943 e febbraio 1944. Fu in questo periodo che scoppiò una rivolta del tutto peculiare a bordo della nave (e nella storia della Marina) quando, giunta in vista di Montevideo nelle coste del Sud America, dopo un periodo ininterrotto di attività di sei mesi (durante i quali non era stata concessa ai marinai alcuna licenza per scendere a terra e -letterale- “non aver potuto incontrare alcuna donna da sei mesi”) una parte consistente dell'equipaggio si ribellò per poter sbarcare. I rivoltosi furono posti agli arresti e poi giudicati dalla giustizia militare, che però fu clemente, in ragione della loro operosità precedente in servizio, e del riconosciuto lunghissimo periodo ininterrotto di operazioni senza alcuno sbarco o licenza, fatti questi entrambi confermati durante il processo dal comandante stesso della nave, che riabilitò così infine i marinai che si erano ribellati sotto il suo comando.
Dopo ritorno in Italia nell'aprile 1944, venne impiegata solamente in missioni di trasporto. Dal settembre 1943 al maggio 1945 effettuò 55 missioni per un totale di 61.542 miglia.

### Comandanti nel periodo bellico
- Capitano di vascello Francesco Rogadeo dal 6 settembre 1939 al 25 febbraio 1942;
- Capitano di vascello Luciano Bigi dal 26 febbraio 1942 al 15 marzo 1943;
- Capitano di vascello Temistocle D'Aloia dal 16 marzo 1943 al 17 aprile 1944;
- Capitano di vascello Ludovico Sitta dal 18 aprile 1944 alla fine della guerra, nel 1945.

### La cessione
Al termine del conflitto, in ottemperanza alle clausole del trattato di pace, il Duca d'Aosta venne ceduto all'Unione Sovietica come riparazione per i danni di guerra. Oltre al Duca d'Aosta i sovietici ottennero la nave da battaglia Giulio Cesare, la nave scuola Cristoforo Colombo, i cacciatorpediniere Artigliere e Fuciliere, le torpediniere classe Ciclone Animoso, Ardimentoso e Fortunale, e i sommergibili Nichelio e Marea, oltre al cacciatorpediniere Riboty, che non venne ritirato a causa della sua obsolescenza ed altro naviglio, quali MAS, motosiluranti, vedette, navi cisterna, motozattere da sbarco, una nave da trasporto e dodici rimorchiatori. Oltre al Riboty, una piccola parte della quota di naviglio destinata ai sovietici non venne ritirata a causa del pessimo stato di manutenzione e per queste unità i sovietici concordarono una compensazione economica.

La nave nel 1948 a La Spezia durante i lavori di ripristino prima della consegna

Il trattato prevedeva che le navi destinate alla cessione fossero in condizione di operare e pertanto prima della cessione l'unità venne sottoposta ad alcuni lavori di ripristino, effettuati presso l'Arsenale di La Spezia.

La nave in attesa della cessione all'Unione Sovietica

La consegna delle navi ai sovietici sarebbe dovuto avvenire in tre fasi a partire da dicembre 1948 per concludersi nel giugno successivo. Le unità principali erano quelle del primo e del secondo gruppo. Del primo gruppo facevano parte il Cesare, l'Artigliere e i due sommergibili, mentre del secondo gruppo facevano parte il Duca d'Aosta, il Colombo e le torpediniere. Per tutte le navi la consegna sarebbe avvenuta nel porto di Odessa, ad eccezione della corazzata e dei due sommergibili la cui consegna era prevista nel porto albanese di Valona, in quanto la Convenzione di Montreux non consentiva il passaggio attraverso i Dardanelli di navi da battaglia e sommergibili appartenenti a stati privi di sbocchi sul Mar Nero. Il trasferimento sarebbe dovuto avvenire con equipaggi civili italiani sotto il controllo di rappresentanti sovietici e con le navi battenti bandiera della Marina Mercantile, con le autorità governative italiane responsabili delle navi sino all'arrivo nei porti dove era prevista la consegna. Per prevenire possibili sabotaggi, le navi dei primi due gruppi sarebbero state condotte ai porti di destinazioni senza munizioni a bordo, che sarebbero state trasportate successivamente a destinazione con normali navi da carico, ad eccezione della corazzata, consegnata con 900 tonnellate di munizioni, che comprendevano anche 1100 colpi dei cannoni principali e l'intera dotazione di 32 siluri da 533mm dei due sommergibili.
La nave, con la sigla 'Z 15', fu consegnata alla Marina Sovietica, nel porto di Odessa, il 2 marzo 1949.

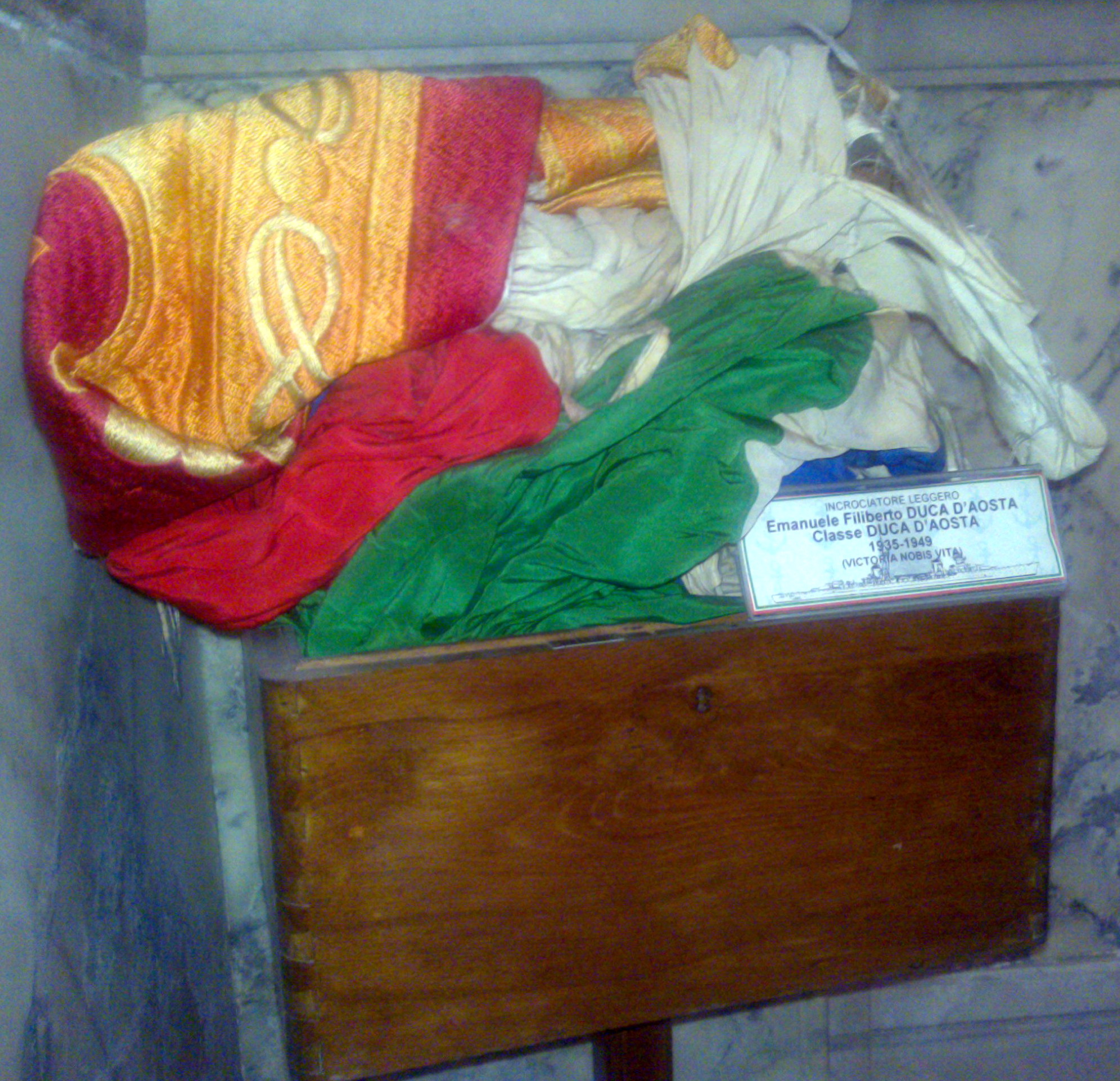
La bandiera di guerra dell'incrociatore conservata al sacrario delle bandiere del Vittoriano

Al comando dell'unità venne designato il capitano di 1º rango Semën Michailovič Lobov (cirillico: Семён Михайлович Лобов) che nel corso del secondo conflitto mondiale era stato prima comandante di cacciatorpediniere e poi di squadriglia in Estremo Oriente e successivamente, dopo aver lasciato il comando dell'incrociatore italiano, avrebbe comandato l'incrociatore Vorošilov e dal 1951 la nave da battaglia Sevastopol, per poi raggiungere nel 1970 il grado di ammiraglio di flotta, il secondo più alto grado della Marina Sovietica.
L'Unione Sovietica, dopo la resa e l'uscita dall'Asse dell'Italia, già nel corso della Conferenza di Mosca, nell'incontro tra i ministri degli esteri delle tre principali potenze alleate, Eden, Hull e Molotov, aveva richiesto una consistente quota di naviglio militare e mercantile italiano in conto riparazione danni di guerra, ed aveva ribadito tale richiesta nell'incontro tra Stalin, Roosevelt e Churchill alla Conferenza di Teheran trovando l'appoggio del presidente statunitense. Ma in quel momento l'Italia era cobelligerante con gli Alleati, per cui non venne ritenuta opportuna la spartizione immediata della sua flotta, preferendo rimandare alla fine del conflitto la decisione sulla sua sorte. In attesa di questo evento, i sovietici ricevettero alcune unità, a titolo di prestito, da statunitensi e britannici; tutte queste navi prestarono servizio nella Flotta del Nord e vennero restituite al termine del conflitto, tranne un cacciatorpediniere perso per cause belliche. Tra le navi prestate dai britannici c'erano alcuni cacciatorpediniere della classe Town, tre battelli classe U e la vecchia corazzata Royal Sovereign, ribattezzata Archangel'sk durante il periodo trascorso sotto la bandiera sovietica. La nave più importante prestata dagli Stati Uniti fu l'incrociatore leggero Milwaukee, della classe Omaha, ribattezzato Murmansk dai sovietici e restituito il 16 marzo 1949 dopo la consegna del Duca d'Aosta.
Inizialmente, prima del trattato di pace era stato stabilito che l'incrociatore italiano avrebbe dovuto chiamarsi Stalingrad in ricordo della battaglia di Stalingrado, ma l'idea venne abbandonata per dare questo nome ad un futuro incrociatore da battaglia del Progetto 82 la cui realizzazione, andata molto a rilento, venne poi interrotta nella seconda metà degli anni cinquanta.
La bandiera di guerra dell'unità è conservata a Roma al Sacrario delle Bandiere del Vittoriano.
La nave, scartata l'ipotesi iniziale di essere ribattezzata Stalingrad, in attesa della consegna era stata prima ribattezzata Admiral Ušakov e poi Odessa, dopo essere entrata a far parte della Marina Sovietica ebbe il nome definitivo Kerč' (in russo: Керчь) ed inquadrata nella flotta del Mar Nero. In nome della nave è dedicato alla città eroina di Kerč', un porto nella parte est della penisola di Crimea.
Il 7 febbraio 1956 la nave venne ritirata dal servizio attivo e impiegata come nave scuola fino all'11 maggio 1958, quando venne classificata unità sperimentale con la denominazione "OS 32".
Il 20 febbraio 1959 la nave venne radiata ed avviata alla demolizione, avvenuta nel 1961.